# Гохштейн Давид Петрович
Давид Петрович Гохштейн (30 червня 1905, Голендри, Малочернятинська волость Бердичівський повіт Київська губернія, Російська імперія (нині Хмільницький район, Вінницька область, Україна) — 18 січня 1984, Одеса) — український радянський фізик, фахівець у галузі практичної теплотехніки, доктор технічних наук, професор.

## Життєпис
Випускник Одеського політехнічного інституту 1928 року. Після закінчення інституту залишився там працювати. З 24 вересня 1945 за сумісництвом працював завідувачем кафедри Машинознавства та енергетики в Одеському інституті сільськогосподарського будівництва. Після приєднання останнього до Одеського інженерно-будівельного інституту, очолював там цю ж кафедру до 1951 року. Працював також в Одеському технологічному інституті харчової промисловості. У 1950 році очолив там кафедру теплотехніки. У 1963 році став першим завідувачем кафедри Інженерної теплофізики, яку очолював до 1969 року. У 1964 році заснував в інституті кафедру атомних електростанцій. У 1971 році кафедра була переведена до Одеського політехнічного інститут. Був завідувачем цієї кафедри до 1973 року.

## Наукова діяльнсть
Досліджував проблеми застосування законів термодинаміки в практичній теплотехніці. Розробив ексергетичні методи аналізу енергетичних установок. Автор ентропійного методу аналізу енергетичних втрат.

## Основні праці
- Остановятся ли мировые часы?: популярное изложение учения об энтропии / Д. П. Гохштейн. — М. ; Л. : Гос. энергетическое изд-во, 1963. — 104 с. (рос.)
- Энтропийный метод расчета энергетических потерь. Москва; Ленинград, 1963 (рос.);
- Современные методы термодинамического анализа энергетических установок. Москва, 1969 (рос.);
- Анализ тепловых схем атомных электростанций. К., 1977 (співавтор) (рос.);
- Применение метода вычитания к анализу работы энергоустановок. К., 1985 (співавтор) (рос.).